# Aloe buchlohii
Aloe buchlohii é uma espécie de liliopsida do gênero Aloe, pertencente à família Asphodelaceae.